# Empire Wildebeeste
Die USS West Ekonk war ein Frachtschiff der United States Navy während des Ersten Weltkriegs. Später wurde sie in der Zivilschifffahrt als West Ekonk unter US-amerikanischer Flagge und als Empire Wildebeeste unter britischer Flagge eingesetzt.
Der Stapellauf der West Ekonk fand im Juni 1918 statt. Sie war Teil der sogenannten West-Schiffe, einer Serie von Stahlrumpfschiffen, die an der Westküste der Vereinigten Staaten für das United States Shipping Board gebaut wurden. Zum damaligen Zeitpunkt hielt sie den Rekord als am neuntschnellsten gebautes Schiff der Welt.
Als die USS West Ekonk in Auftrag der Naval Overseas Transportation Service (NOTS) in Dienst gestellt wurde, absolvierte sie für die United States Navy drei Hin- und Rückfahrten nach Europa. Nach ihrer Außerdienststellung im Jahre 1919 war sie kurz als Frachtschiff in Baltimore und New York City im Einsatz, bevor sie in Norfolk, Virginia, aufgelegt wurde.
Die West Ekonk wurde im Frühjahr 1924 als Frachtschiff in Los Angeles wieder in Dienst gestellt. Im Jahre 1926 fuhr sie von New York aus unter anderem die Häfen von Liverpool und Hamburg an. 1933 wurde sie an die Lykes Brothers Steamship Company verkauft und bis Mitte der 1930er-Jahre für zwei ihrer Tochterunternehmen eingesetzt. Ende 1940 wurde sie in das Vereinigte Königreich verkauft, um den damaligen Mangel an Handelsschiffen zu verbessern.
Das in Empire Wildebeeste umbenannte Schiff wurde zwischen März und Dezember 1941 auf sechs Transatlantiküberquerungen eingesetzt. Als das Schiff am Anfang der siebten Atlantiküberquerung im Januar 1942 mit dem Konvoi nicht mithalten konnte, wurde es am 24. Januar 1942 von dem deutschen U-Boot U 106 beschossen und sank. Neun Menschen starben, während 22 Überlebende vom amerikanischen Zerstörer USS Lang gerettet und auf die Insel Bermuda gebracht wurden.

## Design und Konstruktion
Die West-Schiffe waren Frachtschiffe von ähnlicher Größe und Bauart, die während des Ersten Weltkrieges auf verschiedenen Werften an der Westküste der Vereinigten Staaten für das United States Shipping Board gebaut wurden. Bei allen Einheiten begann der Schiffsname mit dem Wort West. Einige der 24 Schiffe, darunter die West Ekonk, wurde auf der Werft Skinner & Eddy in Seattle, Washington gebaut. Das Schiff wurde am 16. April 1918 auf Kiel gelegt und lief nach 57 Arbeitstagen vom Stapel. Am 13. Juli wurde es fertiggestellt und galt damals zu den zehn am schnellsten fertiggestellten Seeschiffen der Welt.
Die West Ekonk war das vierte Schiff, das im Auftrag des United States Shipping Board gebaut wurde. Der Auftrag umfasste insgesamt 14 Schiffe. Jedes von ihnen sollte 1.672.000 US-Dollar kosten. Der Bau verteuerte sich allerdings noch um jeweils 35.268 US-Dollar. Skinner & Eddy bekamen zudem einen Bonus von 69.200 US-Dollar für die frühe Fertigstellung der West Ekonk, die insgesamt 1.776.468 $ kostete.
Die West Ekonk war mit 5630 Bruttoregistertonnen vermessen, 124,79 m lang und 16,51 m breit. Der Rumpf war aus Stahl und hatte ein Eigengewicht von 8800 Tonnen. Angetrieben wurde das Schiff durch eine einzelne Dampfturbine, welche die Schraube antrieb und das Schiff auf etwa 11,5 Knoten beschleunigte.

## Erster Weltkrieg
Nach der Fertigstellung am 13. Juli 1918 wurde das Schiff in den Dienst der United States Navy gestellt und fuhr im Auftrag der Naval Overseas Transportation Services unter der Nummer 3313. Es war in Seattle stationiert und stand unter dem Kommando von Lieutenant Commander Richard Willowden.

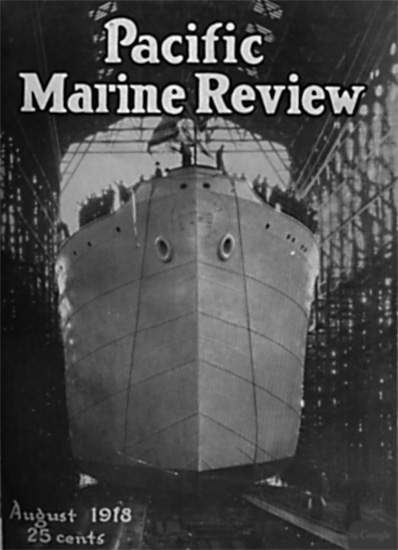
Ein Foto der West Ekonk in der Werft von Skinner & Eddy am 22. Juni 1918, das als Cover für die Augustausgabe der Pacific Marine Review genutzt wurde.

Die West Ekonk fuhr nach Port Costa in Kalifornien und nahm eine Ladung Weizenmehl auf, die sie durch den Panamakanal nach New York brachte. Nachdem sie am 27. August New York erreicht hatte, schloss sie sich einem Konvoi an, der am 4. September nach Frankreich aufbrach. Die West Ekonk erreichte Brest am 19. September, entlud die Ladung und fuhr am 30. September zurück nach New York. Dort nahm sie eine Ladung für die italienische Regierung auf und stach Anfang November in Richtung Genua in See. Während sie auf ihrem Weg nach Italien war, wurde der Waffenstillstand von Compiègne unterzeichnet. Nachdem die Tour beendet war, fuhr sie im späten Januar 1919 noch einmal von New York nach Genua und war am 3. April wieder zurück. Sechs Tage später wurde sie außer Dienst gestellt und zurück an das United States Shipping Board übergeben.

## Karriere in der Zwischenkriegszeit
Die genauen Aktivitäten der West Ekonk nach ihrer Übergabe sind nicht bekannt. Allerdings berichtete die Washington Post Mitte Juni 1919, dass sie zu den 26 Schiffen gehörte, die in Kürze von Baltimore aus auslaufen sollten. Anfang März 1920 berichtete The New York Times, dass die West Ekonk aus Liverpool wieder in New York angekommen war. Weiterhin wurde im April und Juni von der Abfahrt und der Ankunft von und nach Hamburg berichtet.
Nachdem sie Mitte 1920 einer Reserveflotte in Norfolk, Virginia, zugeteilt wurde, gehörte sie Anfang 1924 zu einem von zwei Schiffen, die in Los Angeles wieder in Dienst gestellt wurden. Ab Anfang 1926 fuhr sie von Galveston, Texas, nach Liverpool, wobei sie manchmal auch Passagiere beförderte. Im Dezember 1927 erhielten der Kapitän und der Chefingenieur einen Bonus von 50 US-Dollar, nachdem die West Ekonk vom Conservation Committee of the Merchant Fleet Corporation in die Ehrenliste aufgenommen worden war. Als die West Ekonk am 23. Dezember 1928 in der Themse bei Gravesend ankerte, kollidierte das britische Frachtschiff Glynwen mit ihr und, wobei ihr Backbordbug beschädigt wurde.
1933 wurde die West Ekonk an die Lykes Brothers Steamship Company verkauft und der Heimathafen nach Houston, Texas, verlegt. Fortan fuhr sie für die Dixie UK Line, ein Tochterunternehmen der Eigner. In dieser Zeit verkehrte sie meisten zwischen Galveston und Liverpool. Im Dezember 1935 wurde die West Ekonk einem anderen Tochterunternehmen, der Ripley Steamship Company, zugeteilt und setzte den Betrieb auf der Route Galveston–Liverpool bis September 1937 fort. Die Aktivitäten der folgenden drei Jahre sind nicht dokumentiert.

## Zweiter Weltkrieg

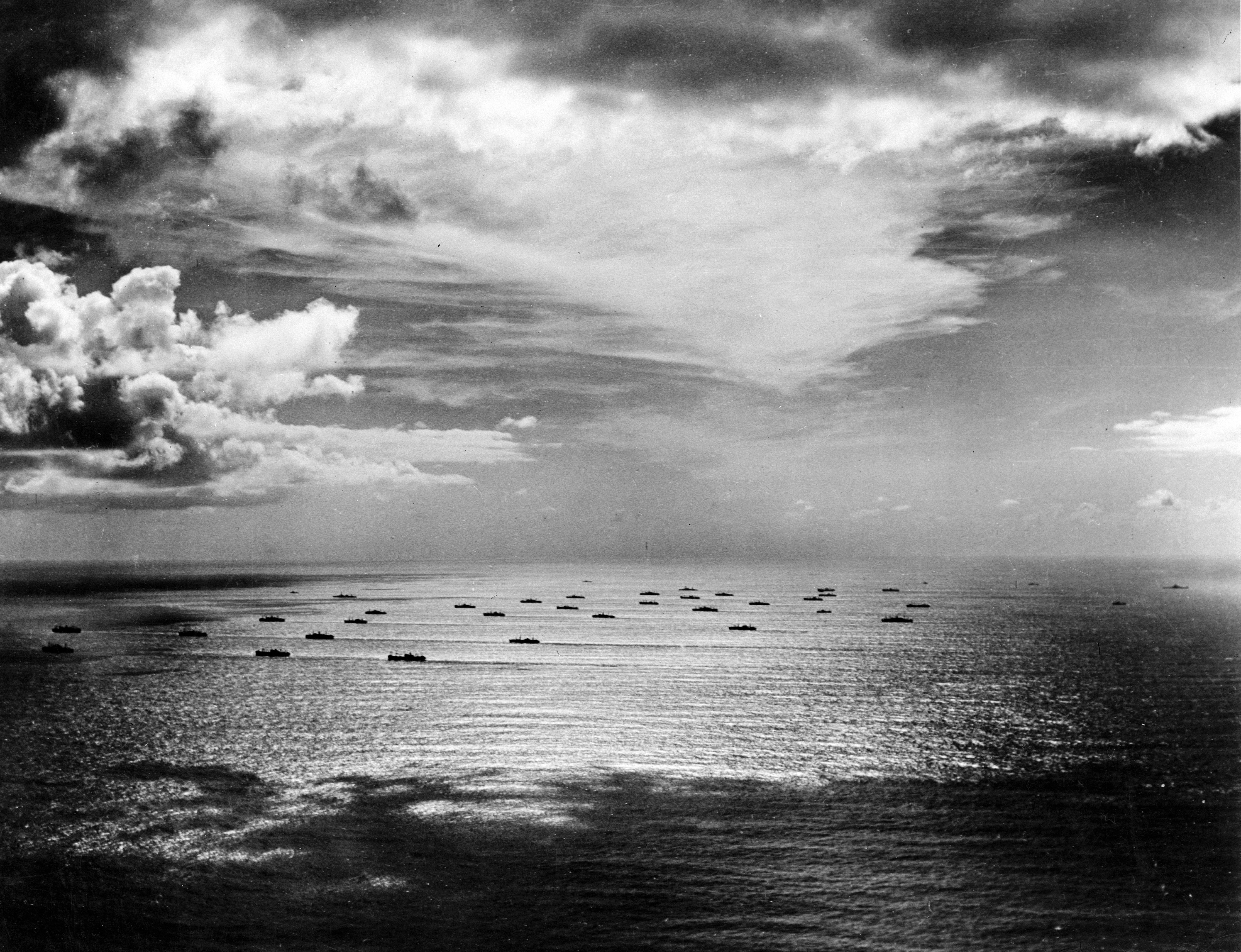
Empire Wildebeeste fuhr in verschiedenen Transatlantikkonvois, wie diesem im Jahr 1942.

Im November 1940, als die Vereinigten Staaten noch nicht in den Zweiten Weltkrieg eingegriffen hatten, erlaubte die United States Maritime Commission (USMC) Lykes Brothers die West Ekonk und fünf weitere Frachtschiffe an das britische Ministry of War Transport (MoWT) zu verkaufen. Nachdem sie eine Ladung aus Stahl und Schrott aufgenommen hatte, fuhr sie nach Halifax, von wo aus sie am 26. Dezember 1940 mit dem Konvoi HX 99 nach Liverpool aufbrach. Am 30. Dezember fiel der Kompass aus, allerdings konnte die Position im Konvoi trotzdem gehalten werden. Am 11. Januar 1941 kamen sie, trotz eines Sturms am 4. Januar, sicher in Liverpool an. P. E. Parker, der Kommandeur des Konvois, lobte in seinen Notizen Kapitän H. MacKinnon und die Mannschaft der West Ekonk dafür, dass sie trotz des Kompassausfalls im Konvoi verblieben.
Nach der Ankunft in Liverpool wurde die West Ekonk in Empire Wildebeeste umgetauft. Damit wurde sie den anderen Schiffen des MoWT angepasst, die alle mit Empire im Namen begannen. Sie schloss sich dem Konvoi OB 293 an und fuhr am 2. März 1941 in Richtung USA los. Nach vier Tagen wurde der Konvoi auseinandergerissen und sieben Schiffe wurden von deutschen U-Booten versenkt. Die Empire Wildebeeste traf am 24. März sicher in Baltimore ein. Nachdem sie am 1. April nach Hampton Roads, Virginia, und am 6. April nach Halifax gefahren war, sollte sie sich am 6. April dem Konvois HX 120 anschließen und am 10. April auslaufen, kam allem Anschein nach aber nicht rechtzeitig an. Stattdessen schloss sie sich dem Konvoi HX 121 an und verließ Halifax sechs Tage später. Der Konvoi HX 121 wurde am 28. April von zwei U-Booten angegriffen, wobei vier Schiffe getroffen wurden. Zwei von ihnen befanden sich unmittelbar vor der Empire Wildebeeste und zwei an Steuerbord. Am 1. Mai wurde ein weiteres Schiff des Konvois getroffen. Die Empire Wildebeeste brachte ihre Ladung Roheisen am 7. Mai nach Middlesbrough.
Nachdem sie alleine den Weg zurück über den Atlantik nach Norfolk am 25. Juni beendet hatte und sie weitere Stopps in Baltimore und Hampton Roads eingelegt hat, fuhr sie am 17. Juli mit einer Ladung Schrott nach Halifax, welches sie drei Tage später erreichte. Anschließend schloss sie sich am 22. Juli dem Konvoi HX 140 an und erreichte am 5. August Belfast Lough und am 8. August Newport. Nachdem sie am 25. August in Milford Haven angekommen war, fuhr sie von da aus zwei Tage später im Konvoi ON 10 nach Halifax, wo sie am 13. September ankam. Von da aus fuhr die Empire Wildebeeste nach Montreal und am 5. Oktober zurück nach Halifax. Sie verließ Halifax am selben Tag im Konvoi HX 153, hatte aber Probleme, sodass sie ausscheiden und am 11. Oktober in St. John’s auf Neufundland anlegen musste. Nachdem zwei Versuche, sich dem Konvoi SC 50 und SC 52 anzuschließen, gescheitert waren, erreichte sie als Teil des Konvois SC 54 am 25. November Loch Ewe und am 30. November Methil.
Nachdem die Empire Wildebeeste ihre Tour nach Hull und zurück am 23. Dezember beendet hatte, fuhr sie fünf Tage später nach Loch Ewe und verließ schließlich Liverpool am 2. Januar 1942 als Teil des Konvois ON 53. Die Empire Wildebeeste verirrte sich, noch bevor sich der Konvoi am 19. Januar auflöste und fuhr alleine nach Baltimore. Am 24. Januar um 06:53 Uhr wurde sie von einem Torpedo des deutschen U-Boots U 106 unter dem Kommando des Kapitänleutnants Hermann Rasch getroffen und sank auf der Position 39°30'N und 59°54'W. Acht Besatzungsmitglieder und ein Marineschütze wurden dabei getötet. Der US-amerikanische Zerstörer Lang wurde von den Bermudas losgeschickt, um die Überlebenden, den Kapitän, 18 Besatzungsmitglieder und drei Marineschützen, zu bergen und auf die Bermudas zu bringen.